# Vilma Steindling

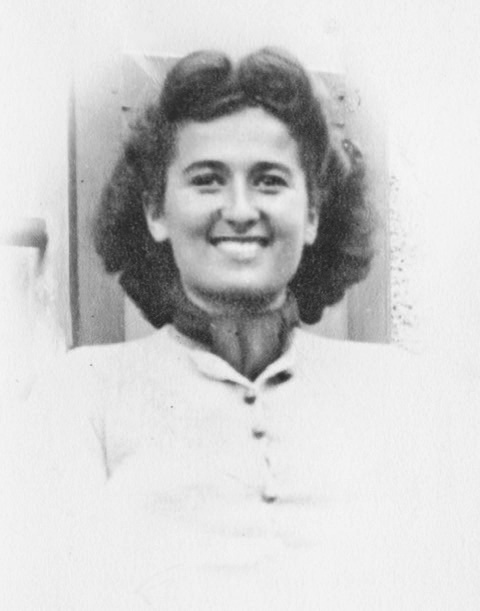
Vilma Steindling

Vilma Steindling (geboren als Vilma Geiringer am 4. August 1919 in Wien; gestorben am 2. September 1989 ebenda) war eine österreichische Kommunistin und Widerstandskämpferin gegen den Nationalsozialismus.

## Leben und Wirken

### Familie und frühe Jahre
Vilma Geiringer war die Tochter des Magazineurs Leopold Geiringer (1866–1923) und dessen zweiter Ehefrau, der Heimkrankenschwester Berta Geiringer (geborene Neufeld), und wuchs in ärmlichen Verhältnissen auf. Ihre Eltern waren Juden, allerdings nicht streng gläubig. Sie starben früh, und Vilma kam in ein jüdisches Waisenhaus. Sie besuchte eine Volks- und Hauptschule und begann eine Lehre als Modistin. Ursprünglich hatte Vilma den Wunsch, Krankenschwester zu werden, doch da diese Ausbildung erst ab dem 18. Lebensjahr möglich war, musste sie widerwillig den Beruf der Modistin ergreifen.
Im Jahr 1935, im Alter von sechzehn Jahren, schloss sich Vilma Geiringer dem Kommunistischen Jugendverband (KJV) an, der zu diesem Zeitpunkt zusammen mit der Kommunistischen Partei Österreichs (KPÖ) verboten war. Ein Auslöser für ihren Beitritt war das Verschwinden eines Cousins, der sehr aktiv in der Sozialdemokratischen Partei engagiert war. Dank ihrer Zuverlässigkeit wurde Vilma vom KJV in eine christliche Arbeitergewerkschaft eingebunden, um diese im Sinne des Kommunismus zu infiltrieren. Sie unterstützte den KJV bei illegalen Arbeiten, wie der Herstellung und Verteilung von Flugblättern. Während ihrer Aktivitäten im KJV lernte sie Arthur Kreindel kennen, der aus einer wohlhabenden jüdischen Familie stammte und drei Jahre älter war. Er wurde ihre wichtigste Bezugsperson und große Liebe. Die Arbeit im KJV erfolgte zeitweise in Gruppen, in denen die Mitglieder sich nur unter Decknamen kannten. In dieser Zeit verbrachte Vilma auch ihre Freizeit mit anderen Mitgliedern der Gruppierung. Aufgrund ihrer „politischen Umtriebe“ musste sie das Lehrlingsheim verlassen. Sie wohnte bis zu ihrer Emigration nach Frankreich bei ihrer Tante Fanny.

### Emigration und Résistance
Am 23. November 1937 emigrierte Vilma Geiringer nach Paris. In Paris verdiente sie sich gemeinsam mit Adi ihren Lebensunterhalt mit Gelegenheitsarbeiten und knüpfte enge Kontakte zu anderen Wiener Emigrantinnen und Emigranten. Nach der Besetzung von Paris durch deutsche Truppen am 14. Juni 1940 folgte Vilma Geiringer, auf Anweisung der örtlichen Parteiführer Franz Marek und Tilly Spiegel, einigen anderen Frauen in den noch unbesetzten Süden Frankreichs. Jedoch kehrte sie bald nach Paris zurück, um in der Résistance aktiv zu werden. Unter dem Decknamen Annette Schmidt beteiligte sie sich an der sogenannten „Mädelsarbeit“. Dabei sprach sie zusammen mit anderen jungen Frauen deutsche Soldaten an und versuchte, sie von der Sinnlosigkeit des Krieges zu überzeugen.
Ihre Gruppe, die u. a. aus Friedel Weizmann, Rosl Funk, Irma Schwager, Liesl Barta, Maria Weißberger und Trude Blaukopf bestand, hatte den Auftrag, sich von deutschen Soldaten ansprechen zu lassen. Die Frauen agierten immer zu zweit und gaben vor, spazieren zu gehen. Sie bevorzugten Orte in der Nähe von Kasernen und belebten Boulevards. Die Metro war ebenfalls ein geeigneter Ort, um vor allem deutsche Soldaten anzusprechen, da sie sich in Paris nicht gut auskannten. Irma Mico, die Vilma Geiringer 1942 kennenlernte und von ihr in die „Mädelsarbeit“ eingeführt wurde, erzählte, dass Vilma Steindling diese Art Arbeit großartig beherrschte; sie sei sehr überschwänglich gewesen. Österreichische Soldaten, die sich auf Geiringers temperamentvolles Agieren, das als „Wiener Schmäh“ bezeichnet wurde, einließen, schätzte Geiringer als „gute Nazis“ ein, provozierte sie mit Fragen wie: „Wissen Sie, dass Sie den Krieg schon verloren haben?“ und brachte ihnen bei einem weiteren Treffen Flugblätter und die kommunistische Schrift Der Soldat im Westen mit.

### Verhaftung und Inhaftierung
Am 3. Dezember 1942 wurde Vilma Geiringer als erste aus ihrer Gruppe in Maison Lafitte, einem Vorort von Paris, verhaftet. Während eines Treffens mit einem Soldaten erschienen plötzlich zwei Feldgendarmen, die sie festnahmen. Sie wurde zur Gestapo-Außenstelle in der Rue d’Orsay gebracht und dort verhört. Am nächsten Tag erfuhr Adi durch Franz Marek von ihrer Verhaftung. Er blieb vorerst in der gemeinsamen Wohnung in Eaubonne und vertraute darauf, dass sie nichts preisgeben würde.
Am 5. Dezember 1942 wurde Vilma Geiringer ins Pariser Gefängnis Fresnes überstellt, das während der deutschen Besetzung Frankreichs unter der Kontrolle der Gestapo stand. In Fresnes wurden politische Gefangene gefoltert und inhaftiert. Zu diesem Zeitpunkt konnte ihr noch kein konkretes Vergehen nachgewiesen werden. Im März 1943, nach drei Monaten Haft, wurde Vilma Geiringer regulär vor Gericht gestellt und wegen „Zersetzung der Wehrmacht“ zu zweieinhalb Jahren Zuchthaus verurteilt. Während des gesamten Prozesses zeigte sich Vilma aufsässig und verspottete den Richter.
Geiringer blieb bis zum 26. Mai 1943 in Fresnes inhaftiert und wurde anschließend in die Festung Romainville überstellt. Dort erhielt sie die Häftlingsnummer 2505. Von Romainville aus wurde sie für einige Tage in das Gefängnis Petite Rouquette, auch bekannt als Le Dépôt, gebracht. Dies war ein Gefängnis für Widerstandskämpferinnen und Jüdinnen. Offiziell wurde dieser Ort von den Nazis als Konzentrationslager bezeichnet. Am 28. August 1943 wurde sie in das Internierungslager Drancy gebracht, wo hauptsächlich französische Juden in deutsche Vernichtungslager, vor allem nach Auschwitz, deportiert wurden. So auch Vilma Geiringer, die am 2. September unter elenden Bedingungen in einem der Viehwaggons in das Vernichtungslager Auschwitz gebracht wurde, wo sie am 4. September ankam.
Vilma Geiringer erhielt nach der Ankunft in Auschwitz die Häftlingsnummer 58337, die ihr eintätowiert wurde, und einen rot-gelben Winkel in Form eines Davidsterns. Sie nahm unmittelbar Kontakt zu den organisierten kommunistischen Gruppen im Lager auf und schöpfte daraus den Willen zu überleben, um später von den Verbrechen zu berichten. Dank der politischen Organisation gelang es Vilma Geiringer mehrmals, mit Hilfe von Mala Zimetbaum von den Selektionslisten gestrichen zu werden. Sie erfuhr von ihrer Bekannten Mali Fritz, dass Adi im Männerlager von Auschwitz war und ließ sich in die SS-Wäscherei versetzen, da diese in der Nähe des Männerlagers lag. Dort traf sie Adi, der im Dezember 1943 ins Gefängnis von Fresnes gekommen war und mit einem der letzten Transporte am 3. August 1944 aus Drancy nach Auschwitz deportiert wurde. Am 18. Januar 1945 wurde das ganze Lager evakuiert und Vilma Geiringer kam auf den sogenannten Todesmarsch in das KZ Ravensbrück.
In Ravensbrück wurde sie in einem Zelt untergebracht und erfuhr von bekannten österreichischen Häftlingen, dass diejenigen, die sich im Zelt befinden, bald in kleinere Lager im Westen deportiert werden sollen. Sie entschied sich, nicht mehr ins Zelt zu gehen, und wurde von den österreichischen Genossinnen aus dem illegalen Lagerkomitee im „Nacht und Nebel Block“ versteckt. Da sie sich illegal im Lager aufhielt, geriet sie gelegentlich in gefährliche Situationen. Sie musste sich während der Appelle verstecken. Geiringer erkannte im Lager einen Pullover, den sie ihrer rumänischen Freundin Charlotte Gruia in Romainville geschenkt hatte. Sie erfuhr, dass Gruia möglicherweise im benachbarten Siemenslager zur Zwangsarbeit in der Rüstungsproduktion arbeiten muss. Geiringer ließ sich dorthin versetzen und wurde als Häftling registriert. Im April 1945 kam das Schwedische Rote Kreuz nach Ravensbrück mit dem Ziel, Gefangene zu befreien. Aufgrund von Vilmas französischer Staatsangehörigkeit wurde sie von den Befreiern mit den Weißen Bussen nach Schweden gebracht, wo sie sich drei Monate lang erholte.

## Nachkriegszeit
Im August 1945 wurde Vilma Geiringer nach Paris repatriiert. Dort hörte sie, dass sich Arthur Kreindel in Wien aufhalte. In Österreich erfuhr sie jedoch, dass er in Dachau ermordet worden war. In Wien lebte sie äußerst prekär, absolvierte eine Ausbildung zur Fürsorgerin (Sozialarbeiterin), die sie 1948 beendete, und lernte den jüdischen Holocaust-Überlebenden und Kommunisten Adolf „Dolly“ Steindling kennen, den sie im Februar 1947 heiratete. Das Paar bekam zwei Töchter, Elisabeth (1947) und Ruth (1950). 1966 wurde die Ehe geschieden, und Adolf Steindling heiratete Rudolfine Eckel.
Vilma Steindling begann ihre berufliche Laufbahn am Jugendamt, später als Bewährungshelferin. Sie war Mitglied der Kommunistischen Partei Österreichs (KPÖ) und engagierte sich aktiv für die Unterstützung der Wiener Pensionistenheime. Nach der Niederschlagung des Prager Frühlings im Jahr 1968 trat sie aus der Partei aus. Sie war Mitglied des KZ-Verbands und pflegte regelmäßigen Austausch mit anderen ehemaligen Häftlingen.

## Ehrungen

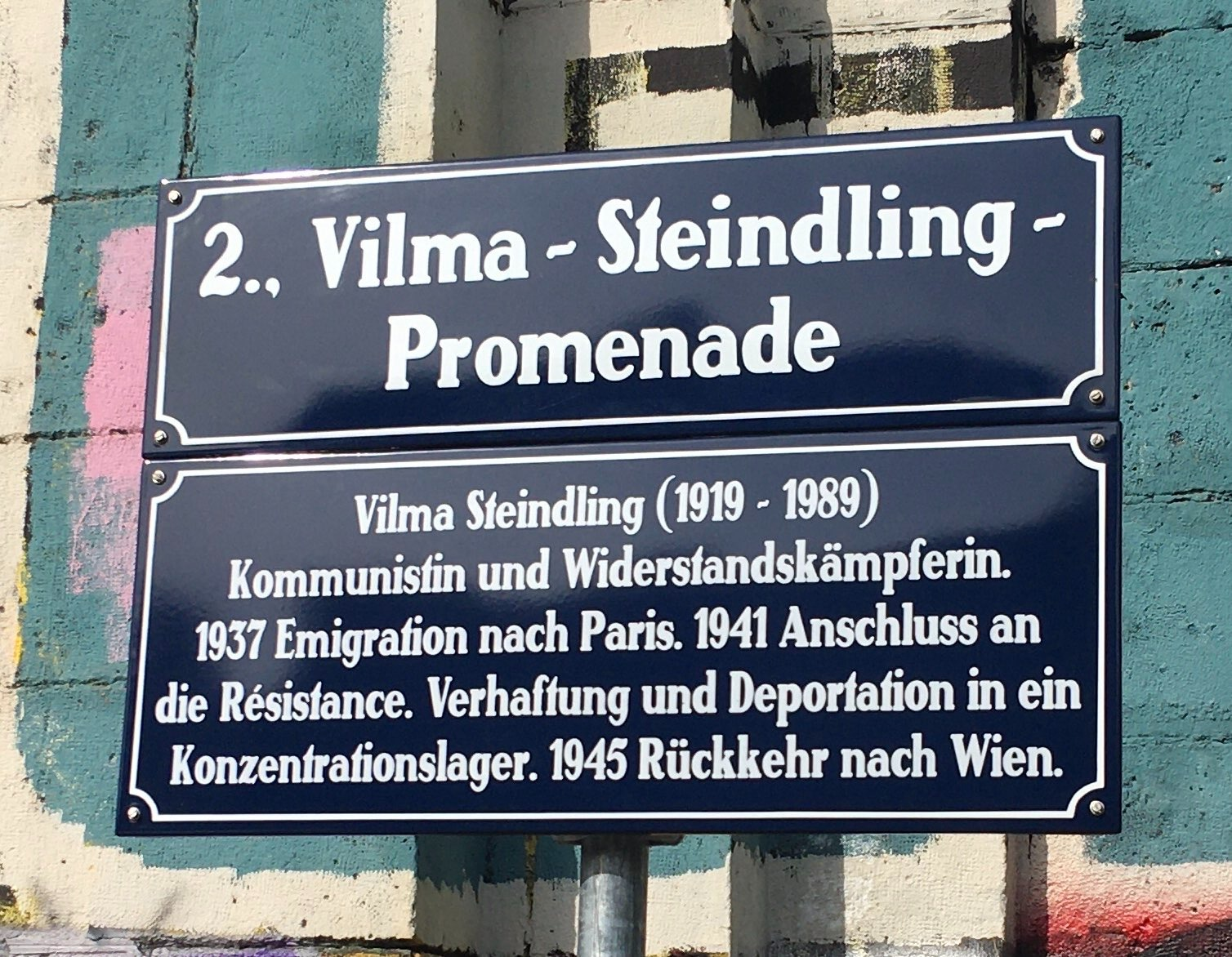
Straßenschild in Wien: Vilma-Steindling-Promenade

2023 wurde ein Abschnitt der Promenade am Donaukanal zwischen Marienbrücke und Herminengasse in der Leopoldstadt nach Vilma Steindling benannt.